# Акуму, Тедди
Энтони Акуму Агай (англ. Anthony Akumu Agay; род. 20 октября 1992, Rachuonyo District) — кенийский футболист, полузащитник клуба «Саган Тосу» и национальной сборной Кении.

## Клубная карьера
Родился в районе Рачуоньо в сельской местности. Вместе с родителями в детстве переехал в Найроби, столицу Кении, где жил в квартале Матере. Его друзья, с которыми он играл там в футбол, прозвали юного футболиста Тедди в честь Тедди Шерингема из «Манчестер Юнайтеда», за который в детстве болел Акуму.
Начал карьеру в кенийском клубе «Гор Махиа» в 2010 году. В составе команды один раз одерживал победу в чемпионате Кении и дважды завоёвывал серебряные медали турнира. В дальнейшем играл за суданский «Аль-Хартум» (2014—2015) и замбийский «ЗЕСКО Юнайтед» (2016—2019). Выступая за «ЗЕСКО Юнайтед» сыграл в 24 играх во всеафриканских клубных турнирах.
В январе 2020 года перешёл в южноафриканский «Кайзер Чифс», подписав контракт сроком на 3,5 года и стал первым футболистом из Кении в истории клуба. По итогам сезона 2020/21 команда вышла в финал Лиги чемпионов КАФ, где уступила египетскому «Аль-Ахли» (0:3). Играя за «Кайзер Чифс» на протяжении двух с половиной лет Акуму не отличался стабильным попаданием в основной состав и в июле 2022 года контракт с кенийцем был расторгнут.
С января 2023 года — игрок японского клуба «Саган Тосу». В футболке команды дебютировал 8 марта 2023 года в матче Кубка Джей-лиги против «Хоккайдо Консадоле Саппоро» (0:0). Однако в течение розыгрыша чемпионата Японии 2023 года кенийцу ни разу не доверили место в составе «Саган Тосу».

## Карьера в сборной
В составе национальной сборной Кении дебютировал 5 января 2011 года в товарищеской игре против Судана (1:0). Вместе с командой в 2013 году становился победителем Кубка КЕСАФА. Свой первый гол за кенийскую сборную оформил 16 октября 2023 года в товарищеской встрече с Россией (2:2).

## Достижения
«Гор Махиа»
- Чемпион Кении: 2013
- Серебряный призёр чемпионата Кении (2): 2010, 2012

«Кайзер Чифс»
- Финалист Лиги чемпионов КАФ: 2020/21